# Joshua Nahi
Joshua Nahi (ur. 15 stycznia 1988) – nowozelandzki judoka. 
Brązowy medalista mistrzostw Oceanii w 2017. Mistrz kraju w 2016 roku.